# Cementiri de Sanaüja
El Cementiri de Sanaüja és una obra del municipi de Sanaüja (Segarra) inclosa en l'Inventari del Patrimoni Arquitectònic de Catalunya.

## Descripció
A tot el cementiri hi ha esteles discoïdals realitzades en pedra de marès, algunes en molt bon estat de conservació:
1. Dues esteles amb motius d'escuts, una d'elles acompanyada de dues sexifòlies.[1]
2. Esteles discoïdals pedunculades. El motiu central és un escut central amb una mena de línies que convergeixen en un punt. Un dels motius dels escuts sembla el palmell de la mà.[1]
3. Al centre del disc hi ha algun motiu que fa referència al llinatge del difunt i a l'altre costat un motiu religiós, en aquest cas dos escuts inscrits dins una flor de quatre pètals.[1]
4. El motiu central d'aquestes dues esteles sembla una mà amb els dits en posició alineada, tancant el polze.[1]
5. Dues esteles, la primera amb una flor de cinc pètals i la segona un escut amb un motiu central que no es pot desxifrar.[1]
6. Dues esteles, una amb una creu esculpida i l'altra amb una estranya figura d'una semiesfera dins un relleu rectangular.[1]
7. Gran estela circular amb un gran castell central on es veu una olla amb les nanses i una torre emmerletada amb estendard. Sobre l'olla i a l'esquerra de la torre hi ha una ornamentació vegetal constituïda per una flor i dues fulles.[1]
8. Gran estela circular amb motiu central en forma de torre coronada per merlets en forma de fletxa i una sola porta.[1]
9. Estela circular amb la silueta d'un castell amb una sola porta central, tres finestres guarnides i restes de les antigues torres.[1]
10. Molt senzilla, amb l'ornamentació reduïda a una creu de braços aprimats i cos ample, situada en un cercle en relleu.[1]
11. Estela circular amb un escut nobiliari al centre, en el qual, sobre un gos estilitzat hi ha el típic castell amb la porta sota la torre principal i que surt del marc de l'escut. També hi ha dues petites torres marginals recolzades sobre una base cònica invertida.[1]

També hi ha una peça d'una llosa sepulcral d'un bisbe, com es pot veure per la mitra situada sobre l'escut. Aquest presenta sobre les quatre barres dos cartells triangulars, separats per una barra que va des de la base de la mitra fins a la punta de l'escut. La part superior i lateral presenta els típics cordons de la dignitat episcopal.